# دلفان أباد (زرين دشت)
دلفان أباد (بالفارسية: دلفان‌آباد) هي قرية تقع في إيران في قسم زرين دشت الريفي. يقدر عدد سكانها بـ 381 نسمة بحسب إحصاء 2016.